# Geoff Lear
Pour les articles homonymes, voir Lear.
Geoff Lear, né le 9 juin 1970 à Los Angeles, est un joueur de basket-ball américain, naturalisé français. Il mesure 2,03 m.

## Biographie
Né à Los Angeles, il commence le basket à l'âge de 10-12 ans, motivé par les Lakers de Magic Johnson et James Worthy. En 1988, il rejoint les rangs de l'université de Pepperdine, où il côtoie Doug Christie, futur joueur de National Basketball Association (NBA). Ces saisons freshman (première saison) et senior sont les meilleures: 18,5 points, 9,1 rebonds puis 16,7 points, 7,1 rebonds. Durant cette carrière universitaire, il obtient le titre de MVP, meilleur joueur, du tournoi de la West Coast Conference 1991, année où Pepperdine remporte ce tournoi grâce à une victoire 71 à 68. L'année suivante, il remporte de nouveau ce tournoi.
L'été 1992, il décide de franchir l'Atlantique pour signer son premier contrat professionnel à Montpellier. Mais après 11 matches, il est coupé. Comme nombre de ses compatriotes, il retourne aux États-Unis et joue en Continental Basketball Association (CBA).
Il passe la saison 1995-1996 en France, à Tours où il présente des statistiques de 19,7 points et 9,6 rebonds. Ses deux saisons suivantes, à Toulon (qui évolue en Pro B) et Strasbourg (en Pro A), se révéleront bonnes tant au niveau individuel que collectif. Il est élu MVP de Pro B et il est invité au All-Star Game LNB en tant que remplaçant.
La saison 1998-1999 ne sera malheureusement pas de cet acabit pour l'américain. Il évolue avec le club de Dijon mais il est coupé lors de la trêve hivernale. Il se refait une santé de l'autre côté des Alpes, à Fabriano, en deuxième division (Lega Due) avec des statistiques de 12,0 points et 6,6 rebonds, avant de passer deux ans à l'Olympique d'Antibes Juan-les-Pins (16,3 points, 7,4 rebonds puis 17,8 points, 8,2 rebonds).
Après un passage au Havre, Geoff Lear reste trois ans à Gravelines. C'est à cette époque qu'il obtient la nationalité française. Sur la Côte d'Opale, le californien dispute aussi deux finales, la coupe de France (défaite) 2003 et du championnat 2004 (défaite en deux manches face à Pau-Orthez), toutes deux perdues. C'est aussi dans ce club que Lear a connu une de ses plus graves blessures, nécessitant son hospitalisation. À quelques minutes d'un match de playoff de la saison 2002-2003, niveau qu'il atteint pour la première fois depuis son arrivée en France, il est victime d'un accident cérébral qui lui fait passer quinze jours à l'hôpital. Toutefois, il sort de cet accident sans complications médicales.
Il rebondit dans la division inférieure à Vichy où sa saison est réussie, avec 16,7 points, 7,5 rebonds. Son expérience séduit l'entraîneur de l'Élan sportif chalonnais, Gregor Beugnot, qui le recrute donc durant l'été 2006, voyant en lui le parfait tuteur de Mohamed Koné.

## Clubs
- 1988 - 1992 :  Université Pepperdine (NCAA)
- 1992 - nov 1992 :  Montpellier (N A 1)
- Dec 1992 - 1993:  Tri-City Chinook (CBA)
- 1993 - Fin 1993 :  GHP Bamberg (Basketball-Bundesliga)
- 1995 - 1996 :  Tours BC (Pro B)
- 1996 - 1997 :  Hyères-Toulon (Pro B)
- 1997 - 1998 :  Strasbourg (Pro A)
- 1998 - déc 1998:  Dijon (Pro A)
- Jan 1999 - 1999:  Fabriano (Lega Due)
- 1999 - 2001 :  Antibes (Pro A)
- 2001 - 2002 :  Antibes (Pro A)

puis  Le Havre (Pro A)
- 2002 - 2005 :  Gravelines (Pro A)
- 2005 - 2006 :  Vichy (Pro B)
- 2006 - 2007 :  Chalon-sur-Saône (Pro A)

## Palmarès
- Vainqueur de la Coupe de France en 2005
- Finaliste du Championnat de France Pro A en 2004
- Finaliste de la Coupe de France en 2003
- Finaliste de la Semaine des As en 2005